# Cheilanthes contracta
Cheilanthes contracta là một loài dương xỉ trong họ Pteridaceae. Loài này được Kunze Mett. ex Kuhn mô tả khoa học đầu tiên năm 1868.